# Mont-Bertrand

Mont-Bertrand este o comună în departamentul Calvados, Franța. În 1 ianuarie 2018 avea o populație de 248 de locuitori.